# Рианаполис
Рианаполис (порт. Rianápolis)  —  муниципалитет в Бразилии, входит в штат Гояс. Составная часть мезорегиона Центр штата Гойас. Входит в экономико-статистический  микрорегион Серис. Население составляет 4500 человек на 2006 год. Занимает площадь 159,345 км². Плотность населения — 27,7 чел./км².
Праздник города — 18 декабря.

## Статистика
- Валовой внутренний продукт на 2003 год составляет 34 307 346,00 реалов (данные: Бразильский институт географии и статистики).
- Валовой внутренний продукт на душу населения на 2003 год составляет 7807,77 реалов (данные: Бразильский институт географии и статистики).
- Индекс развития человеческого потенциала на 2000 год составляет 0,759 (данные: Программа развития ООН).